# Соликамское танковое училище

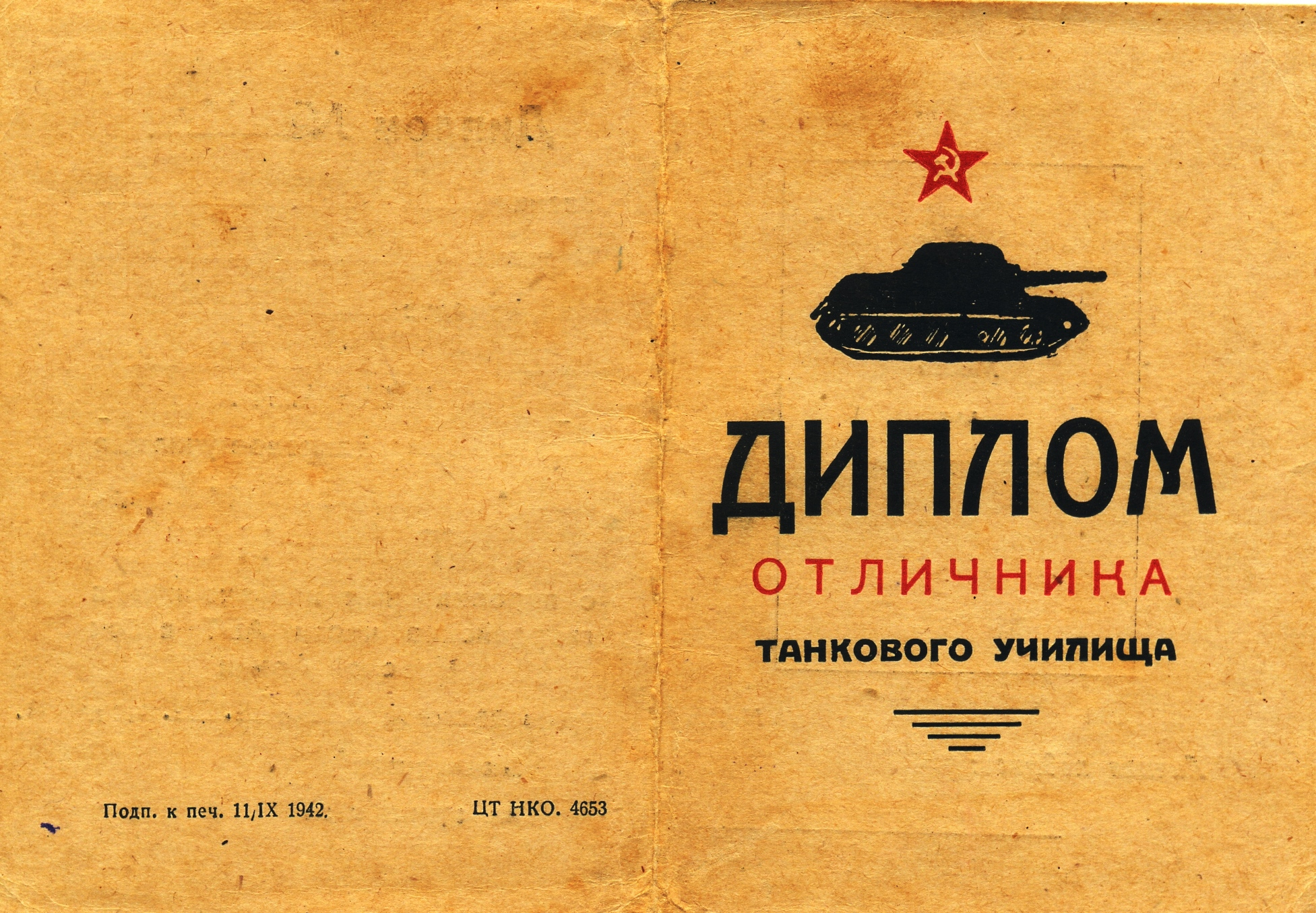
Обложка диплома с отличием выпускника танкового училища, 1943 г.

 Соликамское танковое училище – военное учебное заведение, созданное в годы Великой Отечественной войны для обеспечения фронта техниками-лейтенантами, командирами танковых экипажей.

## Создание
Соликамское танковое училище ведёт свою историю от Соликамского аэросанного училища, сформированного согласно постановлению ГКО № ГКО-516сс от 19 августа 1941 года и приказу НКО СССР № 0078  от 29 августа 1941 года в г. Соликамск,  Пермский край на Урале .
Приказом НКО № 0333 от 6 мая 1943 года Соликамское аэросанное училище  переформировано в Соликамское танковое училище по штату № 17/302 танковых училища в составе 2 батальонов курсантов по подготовке лейтенантов и 2 батальонов курсантов по подготовке техников-лейтенантов на танки Т-34. Срок обучения установлен в 1 год, дата начала занятий 1 июля. Начальником училища назначен полковник Ф.Ф. Федоров, который сразу же приступил к формированию: комплектованию  офицерским составом, оборудованию  учебно-материальной базы: полигонов, стрельбищ, танкодрома, учебных  классов. Не было ещё боевых машин, не хватало  казарменного фонда.
Офицеры и курсанты Соликамского аэросанного училища были отправлены на фронт.

Первыми прибыли во вновь формируемое училище командиры взводов — выпускники 1-го Ульяновского танкового училища, Пушкинского (Рыбинского) и других училищ, окончившие танковые училища с отличием. Все они обучались по профилю танков КВ-1 и Т-34. Им предстояло самим овладеть и учить курсантов по профилю тяжёлых самоходноартиллерийских установок СУ-152. В отсутствие личного состава молодые лейтенанты занимались методической и командирской учёбой, изучали методику проведения учебных занятий, изготавливали пособия по огневой подготовке, составляли расписания занятий, графики, учебную документацию, готовили журналы.

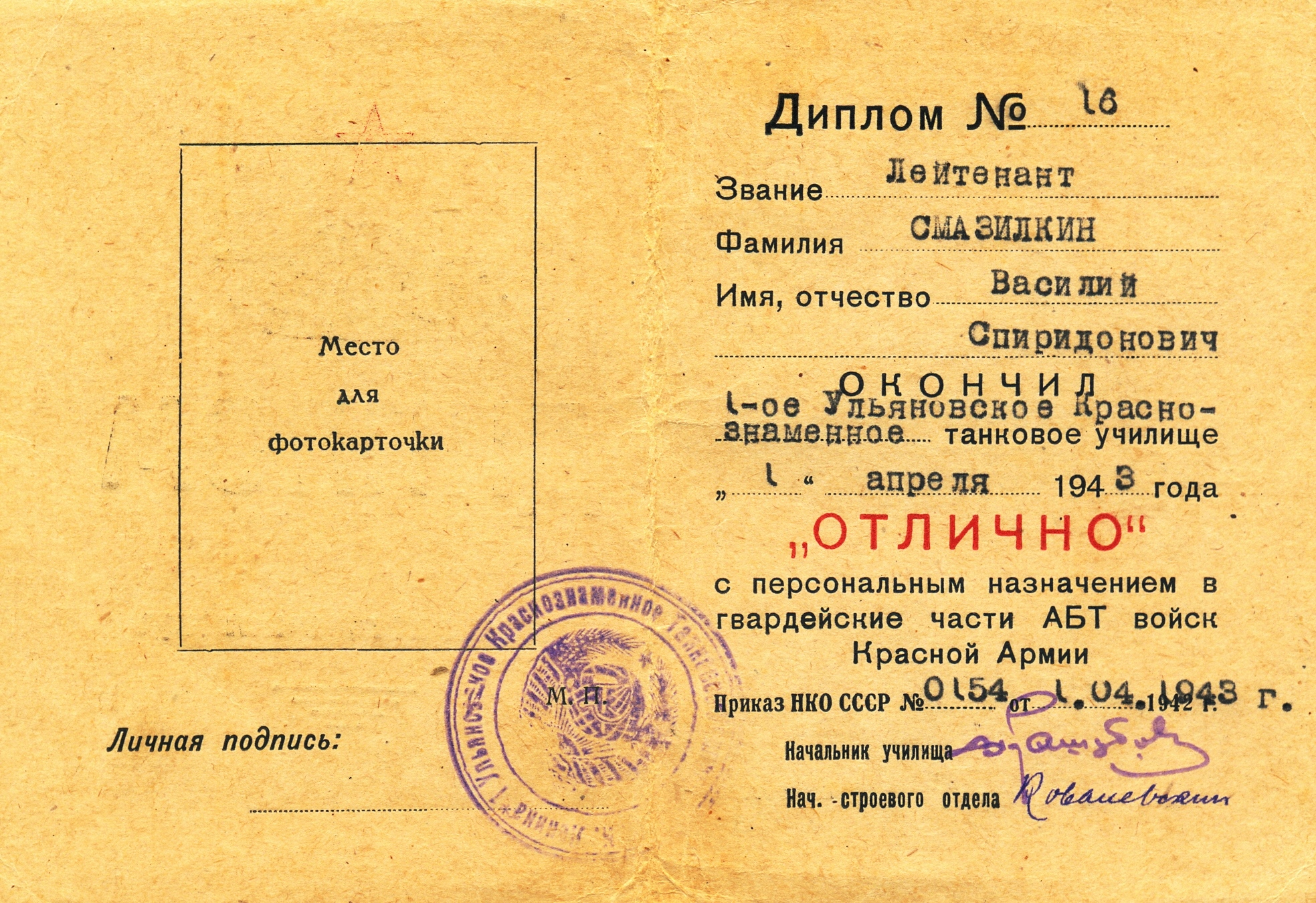
Диплом с отличием лейтенанта Смазилкина В. С., 1943 г.

Училище формировалось 4 батальонами курсантов, по 4 роты в каждом батальоне и по 5 взводов в каждой роте. Однако вскоре из-за нехватки командиров взводов, в роте оставили 4 взвода, расформировав один и распределив курсантов по другим взводам. Прибыли командиры батальонов, офицерский состав и старшины рот.

## В годы Великой Отечественной войны
Занятия начались 25 июня, на неделю раньше установленного срока. Для учёбы в училище были направлены с фронта опытные красноармейцы с образованием 5-7 классов и, в основном, старше по возрасту своих командиров взводов.
К середине июля прибыла военная техника – самоходные установки СУ-122, СУ-152, ИСУ-152, танки Т-34. Прибыли преподаватели, образовались учебные циклы: тактики, огневой подготовки, материальной части, эксплуатации и другие.
С середины сентября 1943 года начались ротные выходы в поле в так называемый, подвижной лагерь. Целыми днями курсанты занимались в поле, лесу — отрабатывали вопросы тактики, военной топографии, радиосвязи, других предметов, ночевали в шалашах, пищу готовили сами.
В конце ноября командование училища направило преподавателей огневой подготовки и командиров взводов на артиллерийский завод № 172 в г. Молотов (Пермь) с целью ознакомления с технологией производства орудий, изучения материальной части 122 мм пушек и 152 мм пушек-гаубиц.
В конце 1943 года по просьбе Горкома г. Соликамск, курсанты привлекались на работу на заводе боеприпасов в связи с невыполнением плана работниками завода — женщинами и детьми.
В феврале 1944 года начались фронтовые стажировки для преподавателей, командиров рот и взводов.
В конце марта 1944 года 9-я и 10-я роты 3-го батальона проходили производственную практику на Челябинском автотракторном заводе в течение 1,5 месяца. Первый месяц курсанты попеременно работали рабочими в разных цехах завода, после этого оставшиеся полмесяца изучали производство под руководством преподавателей технического цикла. Работая рабочими, курсанты знакомились с процессом и технологией производства, осваивали ряд навыков рабочей квалификации. За свой труд курсанты получали дополнительный обед, полную оплату продукции, изготовленной сверх плана. По окончании производственной практики, училище получило от завода несколько разрезных САУ, разные детали, механизмы, агрегаты, необходимые для оборудования технических классов.
В мае 1944 года Соликамское танковое училище передислоцировано из г. Соликамск, в г. Камышин, Сталинградской области, вслед уходящему на запад, фронту. Училище разместилось на базе Камышинского танкового училища, переведённого в Казахстан, затем в Омск. В Камышине была лучше казарменная база, больше места для полигонов, танкодрома, стрельбищ. В тайге на Урале каждая поляна была на счету, а в районе Камышина — степная полоса.
На новом месте снова пришлось обустраиваться: оборудовать учебные классы, казармы, парк учебно-боевых машин, мастерские, строить танкодром, учебные поля.
Ровно через год 25 июня 1944 года состоялся первый выпуск молодых лейтенантов — техников-механиков, всех их отправили в Челябинск, в маршевые батальоны для сколачивания экипажей, а уже потом на фронт.
С сентября 1944 года училище перешло на 3-летнюю программу обучения. Занятия 2-го набора курсантов начались 1 октября 1944 года. Курсанты были фронтовиками, в основном, 1925—1926 года рождения.

## Послевоенное время
В 1945 году по результатам проверки Наркомата СССР училище было признано одним из лучших в бронетанковых войсках.
В марте 1946 года в училище прошло сокращение: батальоны были организованы по курсам, сократилось количество рот и взводов..
В мае 1947  года состоялись выпускные экзамены 2-го набора с 3-летним сроком обучения.
10 мая 1947 года в училище зачитан приказ о расформировании Соликамского танкового училища, дислоцированного в Камышине. В мирное время Вооружённым силам СССР не было необходимости содержать все те училища, которые функционировали в годы войны. Училища, не имеющие достаточной материальной базы и сформированные в годы войны, подлежали расформированию.
5 июня 1947 года состоялся торжественный выпуск молодых лейтенантов Соликамского танкового училища.
В течение первой декады июня 1947 года лучших курсантов 1-го и 2-го курсов отправили на доучивание в другие танковые училища, остальные были направлены солдатами и сержантами в воинские части для прохождения срочной службы. Офицеры училища также же были переведены в другие училища, бронетанковые войска или сокращены.
Соликамское танковое училище просуществовало 4 года, из них 1 год в Соликамске, 3 года — в Камышине, сделало 2 выпуска, подготовив более 4 тысяч лейтенантов-танкистов.

## Начальники училища
- 09.1941—10.1942 — Васильев, Иван Дмитриевич, полковник, начальник Соликамского аэросанного училища, впоследствии Герой Советского Союза, генерал-полковник.
- 05.1943—01.1945 — Фёдоров, Фёдор Фёдорович, полковник, начальник Соликамского танкового училища, бывший командир 5-й танковой дивизии, умер от тифа, похоронен в Камышине[7].
- 02.1945—06.1947 — Демчук, Иван Нестерович, генерал-майор танковых войск, впоследствии начальник Ульяновского танкового училища.

Известны следующие командиры и преподаватели училища
- полковник Ефремов, Андрей Михайлович – заместитель начальника училища, впоследствии генерал-майор, начальник Саратовского танко-технического училища[8]
- подполковник Должиков Андрей Евдокимович — начальник тактического цикла, майор Войткевич — начальник строевого отдела, майор Городко Иван Леонтьевич — командир 3-го курсантского батальона, майор Бурмистров — замполит 3-го батальона, старший лейтенант Пилипенко Борис — командир 9-й роты 3-го батальона, старший лейтенант Слесов — командир 10-й роты, старший лейтенант Шаварин — командир 11-й роты, лейтенант Голованов — командир 12-й роты, капитан Мазо — начальник продснабжения училища, подполковник Беремович, подполковник Алфёров,
- старший лейтенант Смазилкин Василий Спиридонович — командир 4-го взвода 9-й роты 3-го батальона[9], капитан Шавырин, капитан Соболев, старшие лейтенанты Якимов, Литвинов, Гужва Андрей Самсонович, Бударин Пётр Васильевич, Воронцов Николай Константинович, Кочетков Григорий, лейтенант Выдрин.

## Герои
1. Васильев, Иван Дмитриевич, полковник, начальник Соликамского аэросанного училища
2. Семёнов, Павел Афанасьевич, капитан, инструктор Соликамского аэросанного училища
3. Чекин, Евграф Иванович, лейтенант, Соликамское аэросанное училище[10].
4. Коростелёв, Павел Степанович, выпускник Соликамского танкового училища 1944 года, техник-лейтенант
5. Саначёв, Михаил Данилович, старший лейтенант, выпускник Соликамского танкового училища 1944 года (впоследствии полковник)
6. Магерамов, Мелик Меликович, старший лейтенант, инструктор Соликамского танкового училища